# Ratpenat nasofoliat de Wollaston
El ratpenat nasofoliat de Wollaston (Hipposideros wollastoni) és una espècie de ratpenat de la família dels hiposidèrids. Viu a Indonèsia i Papua Nova Guinea. El seu hàbitat natural són els boscos de roure entre 1400 i 1600 m d'altitud. En les elevacions més baixes s'ha registrat al bosc primari en la pedra calcària. Es troba generalment en coves amb alta humitat o aigua. No hi ha cap amenaça significativa per a la supervivència d'aquesta espècie, tot i que està afectada per la pertorbació climàtica, com els huracans.